# Roskilde
Roskilde ([ˈʁʌskilə]) es una ciudad de Dinamarca situada en el norte de la isla de Selandia, al final del fiordo de Roskilde, al que da un pequeño puerto. Roskilde es asimismo la capital del municipio homónimo, la principal ciudad de Roskilde es una ciudad de Región administrativa de Selandia.
Aunque la historia temprana de Roskilde no está documentada, se considera que fue fundada hacia finales del siglo X, con lo que sería una de las ciudades danesas más antiguas. Fue la capital y mayor ciudad del país al menos desde el siglo XI hasta el XV, cuando se transfirió la capitalidad a Copenhague. También fue uno de los principales centros eclesiásticos hasta el siglo XVI, cuando contaba con numerosos monasterios e iglesias, la mayoría de los cuales han desaparecido. La catedral de Roskilde, construida en un estilo gótico de ladrillos, es el principal monumento de la ciudad, la mayor catedral de Dinamarca, y el sitio de las tumbas de la mayoría de los soberanos daneses desde la Edad Media hasta la actualidad. Fue declarada Patrimonio de la Humanidad por la Unesco en 1995.
Desde el siglo XX, Roskilde está muy influida por el área metropolitana de Copenhague y podría considerarse una ciudad satélite de la capital, pero el Departamento de Estadística de Dinamarca no la considera oficialmente parte de la misma. La ciudad se ha convertido en un centro cultural y educativo, siendo su universidad, fundada en 1972, su principal institución.

## Historia
Roskilde se originó como un sitio comercial en la parte más interior del fiordo homónimo, que entonces formaba parte del Isefjord, en un sitio donde convergían varios caminos de la isla de Selandia. En 1997 arqueólogos descubrieron los restos de ocho barcos medievales en la zona del puerto; el más antiguo data de 1030.
De acuerdo a una leyenda, la ciudad fue fundada por el rey Hroðgar o Roar. En el área había algunos manantiales, por lo que el nombre de Roskilde provendría de Roar y kilde: "manantial, fuente". De acuerdo a Adán de Bremen, en esta área el rey Harald Blåtand ordenó la construcción de una iglesia de madera dedicada a la Trinidad hacia el año 980, y según Saxo Grammaticus en el año 1157 había un palacio real, pero no se han encontrado rastros de este ni de la iglesia de Harald. Roskilde es llamada por Adán de Bremen hacia 1070 como "la más grande ciudad de Selandia y la sede del rey de los daneses". Además de servir de residencia del rey, Roskilde fue también sede de un obispopado desde ca. 1020.
Durante el reinado de Canuto el Grande se intentó que Roskilde fuera también la sede del primer arzobispado nórdico, pero tal dignidad recayó en Lund —entonces parte de Dinamarca— en 1104. Hacia 1070 el obispo Absalón ordenó la construcción de la actual catedral de ladrillos, en el mismo lugar donde habían estado dos iglesias anteriores. La catedral de Roskilde fue construida durante el mandato de los siguientes cinco obispos, todos pertenecientes a la familia Hvide —a la que pertenecía el propio Absalón—, y concluida hacia 1275. En relación con la catedral, hubo en Roskilde un palacio episcopal y una escuela catedralicia, esta última aún en funciones.
Durante la guerra civil entre Canuto V, Valdemar I y Svend III, este último fortificó Roskilde. El área de la ciudad fortificada ascendía a 73 hectáreas. Además de la catedral, en es época había 12 iglesias parroquiales: Todos los Santos, San Botulfo, San Dionisio, San Juan, San Lorenzo, San Miguel, San Martín, San Nicolás, San Olaf, San Pablo, San Pedro, y Nuestra Señora. Hubo además 5 monasterios: San Francisco, Santa Inés, Santa Clara, Santo Domingo y Nuestra Señora. Fuera de los muros quedaban los templos de Santiago y Sankt Jørgensbjerg.
Roskilde se caracterizó durante la Edad Media por la gran riqueza del obispo y sus numerosos canónigos. En 1370 pertenecían al obispado 2600 granjas en toda Selandia, y al momento de la reforma protestante, en 1536, 1 de cada 4 granjas de la isla eran de su propiedad. Desde el siglo XV comenzó un declive para Roskilde, cuando la capital de Dinamarca se estableció en Copenhague por iniciativa de Cristóbal III. La reforma fue un duro golpe para la ciudad, pues el luteranismo fue establecido como religión de Estado, la Iglesia católica fue proscrita y las ricas instituciones que mantenía en Roskilde desaparecieron. Algunas calles aún conservan nombres de las antiguas iglesias y conventos, la mayoría de los cuales ya no existen. La residencia del nuevo obispo luterano de Selandia fue trasladada a Copenhague, aunque la catedral de Roskilde fue la iglesia principal de la diócesis hasta el siglo XX y continuó siendo el sitio de enterramiento de los monarcas daneses.
Durante el siglo XVII Roskilde fue azotada por la peste, las guerras contra Suecia, y varios incendios. En esta ciudad se firmó el Tratado de Roskilde de 1658 que ponía fin a guerra sueco-danesa de 1657-1658 y mutilaba el territorio de Dinamarca. A mediados del siglo XVIII comenzó una lenta recuperación para Roskilde. En 1835 la ciudad recuperó parte de su estatus administrativo al ser designada sede de la Asamblea Provincial de las Islas, una de las cuatro asambleas provinciales danesas que limitaban el poder monárquico.
En 1847 se inauguró la primera línea de ferrocarril danesa entre Copenhague y Roskilde. En el desarrollo de la red de carreteras y vías férreas danesas, Roskilde se convirtió en un punto de cruce de caminos y en una ciudad industrial. Se establecieron varias fábricas de tabaco, algunas fundidoras de hierro y talleres mecánicos, y una fábrica de automóviles. Las industrias se concentraban cerca del puerto, que fue ampliado en las décadas de 1870 y 1880.
Durante el siglo XX la ciudad creció aceleradamente, gracias a la industria pero también a la cercanía con Copenhague, de la que Roskilde se convirtió en una ciudad satélite. El puerto perdió relevancia al resultar pequeño para las maniobras de los barcos, que eran cada vez de mayor tamaño. En 1922 la ciudad volvió a ser sede de un obispo al crearse la diócesis luterana de Roskilde. El sector servicios creció rápidamente durante la década de 1960, y desde finales de esta década y a lo largo de la siguiente Roskilde comenzó a despuntar como ciudad educativa y cultural. En 1969 se abrió el museo de barcos vikingos, en 1971 se celebró la primera edición del festival de Roskilde; ese mismo año se inauguró un centro de bachillerato (gymnasium), y en 1972 entró en funciones la Universidad de Roskilde. En 1973 se inauguró el aeropuerto.

## Demografía
| Gráfica de evolución de Roskilde entre 1672 y 2023 |
|                                                    |

## Sitios de interés

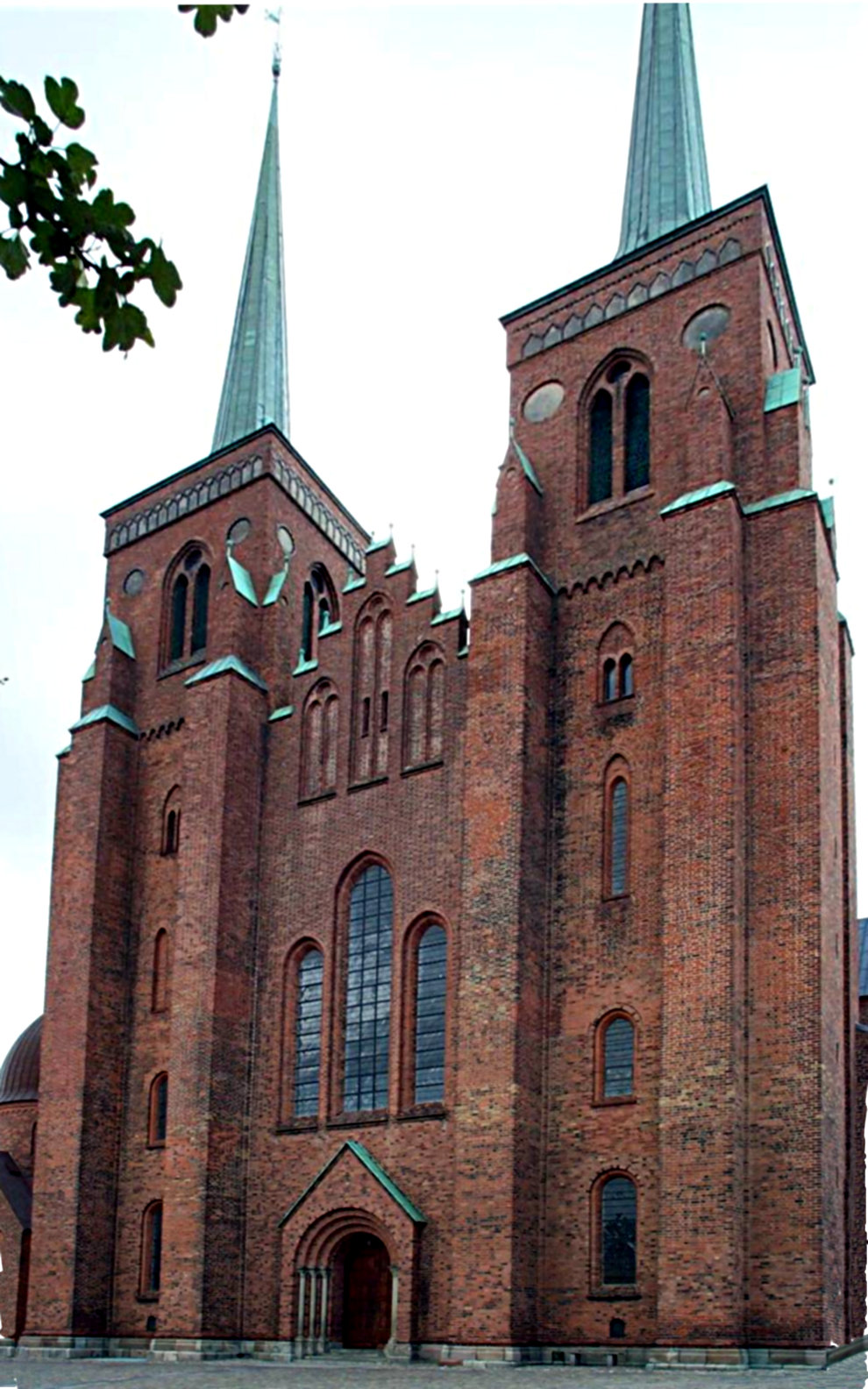
La catedral de Roskilde

### Catedral de Roskilde
La catedral de Roskilde está construida en estilo gótico danés. Su construcción se inició en el siglo XI para reemplazar una vieja iglesia de madera. Fue una de las primeras iglesias construidas en ladrillo en todo el país. La iglesia alberga el panteón de los soberanos daneses. En cuatro capillas reales reposan los restos de 39 reyes y reinas. La catedral contiene un retablo de estilo renacentista de 1580. La sillas del coro fueron talladas en madera en 1420. La Catedral es Patrimonio de la Humanidad desde el año 1995.

### El museo de barcos vikingos
El museo de barcos vikingos muestra los cascos de cinco barcos hundidos en el siglo XI y recuperados en 1957. La reconstrucción de los barcos fue lenta y complicada. Los barcos están hechos de madera que, tras permanecer siglos en el mar, resultaba complicada de restaurar. Se pueden ver un barco mercante de alta mar denominado Knarr; un drakkar, buque de guerra que impulsaban más de 20 remeros; una barcaza y un buque utilizado para largas expediciones de casi 30 m de eslora.

### Festival de Roskilde
El Festival de Roskilde se celebra anualmente desde 1971 y se ha convertido en uno de los mayores festivales de música en Europa. El festival, que tiene lugar entre finales de junio y principios de julio y dura tres días, cubre estilos musicales que van desde el HipHop hasta el rock pasando por el Heavy metal.

#### Pearl Jam y el incidente del 2000
El 30 de junio del 2000, durante una presentación del grupo estadounidense de grunge Pearl Jam, una estampida de los fanes (provocada por fanáticos que avanzaban bruscamente hacia adelante) provocó la muerte de 9 jóvenes por asfixia. El vocalista de la banda, Eddie Vedder se desplomó y cayó al piso con lágrimas en los ojos cuando se revelaron los cuerpos.
Inmediatamente el evento fue suspendido y el sitio desalojado. Poco después, los integrantes de Pearl Jam asistieron personalmente al entierro de las víctimas. Desde el incidente, las medidas de seguridad de eventos en toda Europa se volvieron más estrictas y cuidadosas.

### Residentes notables
- Freja Beha Erichsen
- Jan Magnussen, piloto del Campeonato Mundial de Resistencia y expiloto de Fórmula 1
- Kevin Magnussen, piloto de Fórmula 1 e hijo de  Jan Magnussen